# Porto di Pozzallo
Il porto di Pozzallo è il maggiore del Libero consorzio comunale di Ragusa e fra i più importanti della Sicilia. È inoltre sede della capitaneria di porto. 
Inizialmente fu progettato per una movimentazione di cinquecentomila tonnellate di merce all'anno; al 2018, ha quasi triplicato le previsioni iniziali grazie alla costante crescita degli scambi commerciali. Si trova a circa 90 km da Malta, con cui effettua collegamenti giornalieri tramite catamarano, ed è in posizione strategica per i collegamenti con il Nordafrica.
Nei pressi del porto è situato l'Eliporto di Pozzallo.

## Storia

### Caricatore di Pozzallo
La zona dove successivamente è sorto l'agglomerato urbano di Pozzallo era frequentata dai marinai per la presenza di numerose sorgenti d'acqua dolce, tra cui quelle della Senia e di Pozzofeto. L'importanza di questo piccolo approdo, che permetteva il rifornimento di acqua e viveri, crebbe sensibilmente verso la fine del XIV secolo, con la costruzione da parte dei Conti di Modica, i Chiaramonte, di un Caricatore, ovvero di complesso di magazzini, di ponti e di scivoli per l'imbarco di merce sui velieri. Il Caricatore di Pozzallo, per la sua posizione strategica, diventò uno dei più importanti in Sicilia e fu spesso colpito da saccheggi e attacchi da parte dei corsari. Pertanto, agli inizi del XV secolo, il re Alfonso V d'Aragona autorizzò la richiesta del conte Giovanni Bernardo Cabrera di costruire una torre di difesa, oggi nota come Torre Cabrera, che potesse permettere l'avvistamento preventivo dei velieri pirata che miravano ai magazzini del Caricatore, carichi di grano della Contea di Modica, pronti a salpare da Pozzallo verso altri porti del Mar Mediterraneo.

### Storia recente
Un primo progetto di scalo portuale nella zona tra Raganzino e Maganuco venne abbozzato dall'assessore Eugenio Avitabile già negli ultimi anni del 1800, ma l'idea venne ben presto accantonata per l'onerosità dell'opera. 
Nel 1935 venne istituito il Regio Ufficio Marittimo di Pozzallo, prima forma di presenza istituzionale di tipo marittimo a Pozzallo.
Nei decenni successivi Pozzallo fu priva di rilevante scali portuali: i cantieri navali e i punti d'approdo erano situati nella zona della Valata, mentre le uniche imbarcazioni commerciali erano dei motovelieri che facevano spola con Napoli o Malta. 

Il Porto come appariva negli anni Settanta

Negli anni cinquanta prese forma l'idea della costruzione di una struttura portuale che potesse favorire lo sviluppo commerciale della Provincia, alla luce della costruzione della raffineria della Gulf Oil Corporation a Ragusa.  Per iniziativa del Sindaco Antonino Giunta, nel 1955 Pozzallo ottenne dei finanziamenti ministeriali per la costruzione del porto e nello stesso anno venne posata la prima pietra, alla presenza del vescovo di Noto Angelo Calabretta. La costruzione, tuttavia, non venne ultimata e il proposito di realizzare un polo strategico per le movimentazioni del petrolio restò in parte irrealizzato.
Nel 1981 venne istituita la base militare NATO di Comiso, e pertanto l'importanza strategica della zona rese indispensabile la costruzione di un grande scalo portuale che collegasse la provincia al resto del Mediterraneo. Nel corso degli anni ottanta venne quindi riproposto il progetto di costruire un porto che avrebbe dovuto avere un traffico di 500.000 tonnellate annue di merci fra la Sicilia ed il Nordafrica. Nel 1992 venne ultimata la costruzione del porto e venne istituito l'Ufficio Circondariale Marittimo di Pozzallo, in vista dello sviluppo dell'attività come porto commerciale. Nel 1996 tale ufficio, diventato particolarmente rilevante, fu autorizzato alla tenuta delle matricole della gente di mare, privilegio concesso allora solo all'Ufficio Circondariale Marittimo di Porto Santo Stefano.
Lo sviluppo turistico e commerciale della zona e la crescente industrializzazione ed esportazione di merci hanno portato all'istituzione della Capitaneria di Porto, con decreto del Presidente della Repubblica n.365 del 20 agosto 2001, sotto la cui giurisdizione ricadono oltre 100 km di coste, dalla Foce del Dirillo al Pantano Longarini.
Il 7 febbraio 2020 è stata inaugurata la stazione passeggeri, che occupa un'area complessiva di 1744 metri quadri.
Nell'agosto 2022 il porto entra a far parte della Circoscrizione dell’Autorità di Sistema Portuale della Sicilia Orientale.

## Traffici
Il porto di Pozzallo è interessato da un traffico di navi passeggeri, mercantili e Ro-Ro. Il porto piccolo, a nord, è utilizzato da imbarcazioni da pesca, da diporto e da mezzi di servizio per un massimo di 150 unità.. Dal porto commerciale, a sud, è in servizio un collegamento di linea dalla compagnia Virtu Ferries Limited, operato con il catamarano Saint John Paul II da e verso il Porto Grande della capitale maltese in circa 1 ora e 45 minuti.
| Anno | Totale passeggeri | Variazione % | Totale merci* | Variazione % | Totale TEU** | Variazione % |
| ---- | ----------------- | ------------ | ------------- | ------------ | ------------ | ------------ |
| 2004 | 117 183           | Stabile      | 669 975       | Stabile      | 998          | Stabile      |
| 2005 | 99 618            | 14,9         | 981 147       | 46,4         | 2317         | 132,1        |
| 2006 | 107 267           | 7,7          | 1 266 852     | 29,1         | 2383         | 2,8          |
| 2007 | 136 152           | 26,9         | 1 514 755     | 19,5         | 2570         | 7,8          |
| 2008 | 166 406           | 22,2         | 1 521 095     | 0,4          | 2253         | 12,3         |
| 2009 | 139 282           | 16,3         | 1 235 201     | 16,3         | 2628         | 16,6         |
| 2010 | 144 518           | 3,8          | 1 379 720     | 11,7         | 3271         | 24,5         |
| 2011 | 247 715           | 71,4         | 1 195 624     | 13,3         | 2684         | 17,9         |
| 2012 | 266 667           | 7,7          | 1 063 886     | 11,0         | 2420         | 9,8          |
| 2013 | 282 903           | 4,2          | 1 152 586     | 8,3          | 2992         | 23,6         |
| 2014 | 294 718           | 4,2          | 1 480 027     | 28,4         | 2783         | 7,0          |
| 2015 | 283 187           | 3,9          | 1 581 783     | 6,9          | 2507         | 9,9          |
| 2016 | 297 705           | 5,1          | 1 454 694     | 8,0          | 3085         | 23,1         |
| 2017 | 296 936           | 0,3          | 1 359 759     | 6,5          | 3968         | 28,6         |
| 2018 | 297 351           | 0,1          | 1 388 731     | 2,1          | 4346         | 9,5          |
| 2019 | n.d.              | n.d.         | 1 063 399     | 18,9         | n.d.         | n.d.         |
| 2020 | n.d.              | n.d.         | 1 063 399     | 18,9         | n.d.         | n.d.         |
| 2021 | n.d.              | n.d.         | 1 004 201     | 5,6          | n.d.         | n.d.         |
| 2022 | 307 027           | Aumento      | 1 366 216     | 26,5         | 5100         | Aumento      |
| 2023 | 424 030           | Aumento      | 1 972 892     | --           | 7959         | Aumento      |

* Valori espressi in tonnellate.

** TEU o l'unità equivalente a venti piedi, è la misura standard di volume nel trasporto dei container ISO.

## Caratteristiche

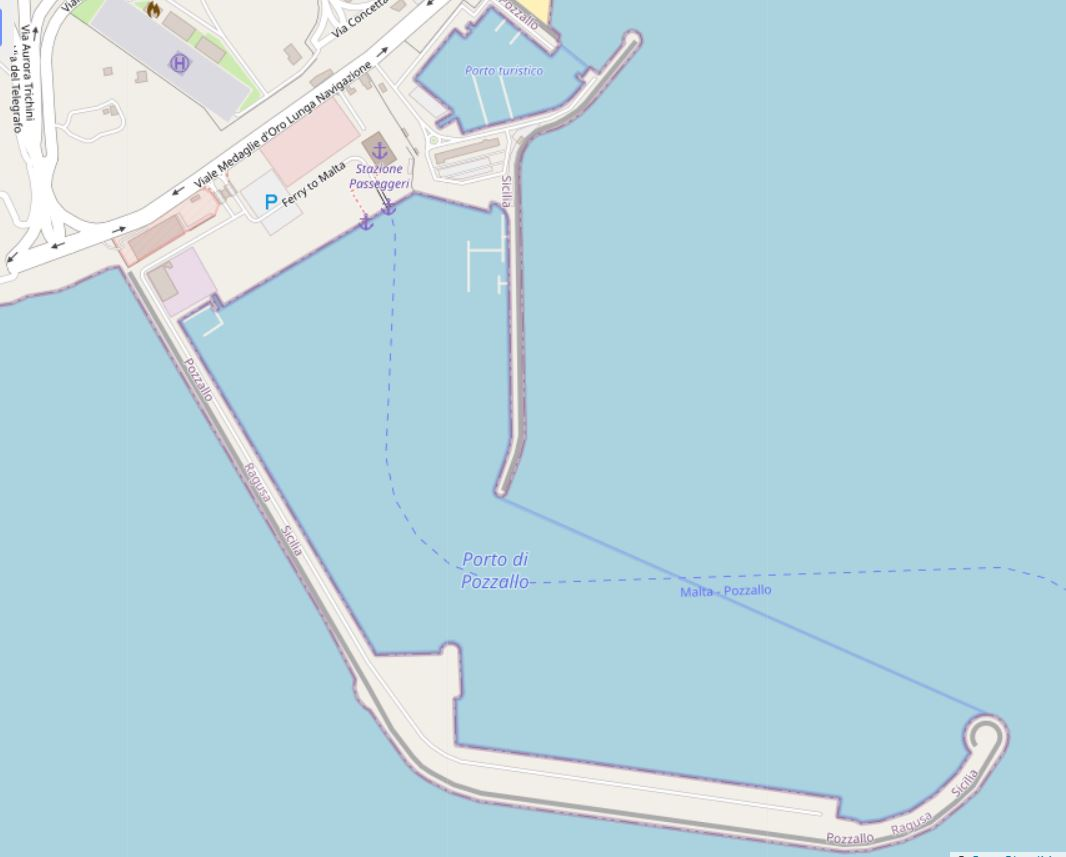
Mappa del Porto di Pozzallo.

Il porto commerciale è protetto da una diga foranea ad arco spezzato con direzione sud est-est e da un contro molo in direzione sud. Il tratto terminale del molo foraneo, della lunghezza di 600 m, permette l'attracco di navi fino a 9,5 m di pescaggio. Il porto è attrezzato per la rifornitura di carburante, acqua potabile, energia elettrica.
Sono inoltre presenti gru semoventi e travel lift. È possibile il rimessaggio anche coperto, l'assistenza, la manutenzione e la riparazione.

## Eventi che hanno interessato il porto
- Nella notte del 30 giugno 2014, al largo del porto è avvenuto un grave naufragio che ha coinvolto un peschereccio, con a bordo circa 600 migranti, partiti dalla Libia e diretti verso le coste siciliane, che ha visto la morte di 45 tra gli occupanti l'imbarcazione. I sopravvissuti, tra cui numerosi bambini e anche donne incinte, sono stati tratti in salvo dalla fregata Grecale della Marina Militare e condotti nel porto, dove hanno ricevuto i primi soccorsi.

- Nel porto di Pozzallo sono state effettuate le riprese di alcune scene della fiction La forma dell'acqua, episodio della serie televisiva Il commissario Montalbano.